# 巴烏列國家公園
14°0′N 9°0′W / 14.000°N 9.000°W
巴烏列國家公園是馬里的國家公園，位於該國西部，橫跨卡伊區和庫利科羅區，距離首都巴馬科約200公里，成立於1982年，面積25,330平方公里。